# 8월 27일
8월 27일은 그레고리력으로 239번째(윤년일 경우 240번째) 날에 해당한다.

## 사건
- 1597년 - 칠천량 해전 발발.
- 1896년 - 역사상 가장 최단기의 전쟁인 영국과 잔지바르 술탄국사이의 영국-잔지바르 전쟁 발발
- 1928년 - 미국·영국·프랑스·일본 등 15개국이 전쟁을 거부하는 켈로그-브리앙 조약에 파리에서 서명했다.
- 1976년 - 미국 매사추세츠 공과대학교, 최초로 유전자 합성에 성공.
- 1979년 - IRA의 폭탄 테러로 마운트배튼 경을 포함한 4명이 아일랜드 슬라이고에서 사망했다. 그리고 북아일랜드 워런포인트에서 18명의 영국군이 사망했다.
- 1980년 - 전두환이 통일주체국민회의에서 대한민국 대통령으로 당선되다.
- 1983년 - 대한민국, 명성 그룹 김철호 회장, 탈세및 업무상 횡령혐의로 구속.
- 1985년 - 대한민국과 조선민주주의인민공화국 남북적십자 제9차 본회담, 평양인민문화궁전 서 개최.
- 1986년 - 태풍 베라호 대한민국 강타, 34명 사망 및 실종, 재산피해 372여억원.
- 1989년 - 일본 자위대, 태평양 군사훈련에 참가
- 1991년 - 몰도바가 독립하다.
- 2003년 - 베이징에서 대한민국·조선민주주의인민공화국·러시아·미국·일본·중화인민공화국 여섯 나라가 모여 첫 육자 회담을 열다.

## 문화
- 1744년 - 조선 영조 20년, 《속오례의》가 완성되자 이종성(李宗城)과 윤광소(尹光紹)가 모시어 바치다.
- 1784년 - 첫 풍선기구가 에든버러에서 제임스 타이틀러에 의해 만들어짐.
- 1907년 - 대한제국 순종 황제 경운궁에서 즉위, 즉위 기념우표·그림엽서 발행.
- 1939년 - 독일에서 최초의 제트기인 하인켈 He 178 기의 시험 비행에 성공하다.
- 1962년 - 미국의 금성 탐사선 매리너 2호, 발사 성공.
- 1983년 - 대한민국, 국제기능올림픽 5연패
- 1992년 - 선경그룹(현 SK그룹) 제2 이동통신 사업권 포기 발표
- 1999년 - 미국 마이클 존슨, 11년 만에 남자 육상400m에서 세계신기록(43초18) 수립.
- 2003년 - 화성이 지구에 6만 년 만에 처음으로 55,758,006 km까지 대접근하다.
- 2005년 - 중화인민공화국 창춘 룽자 국제공항 개항.

## 탄생
- 1770년 - 독일의 철학자 게오르크 빌헬름 프리드리히 헤겔. (~1831년)
- 1827년 - 조선의 제24대 임금 헌종. (~1849년)
- 1833년 - 조선 후기의 무신, 군인 이인호. (~1881년)
- 1858년 - 이탈리아의 수학자 주세페 페아노. (~1932년)
- 1877년 - 미국의 작가, 교역자 로이드 C. 더글러스. (~1951년)
- 1884년 - 프랑스의 정치인, 제16대 대통령 뱅상 오리올. (~1966년)
- 1890년 - 미국의 사진 작가, 화가 만 레이. (~1976년)
- 1902년 - 대한민국의 아동문학가 고한승. (~1949년)
- 1907년 - 대한민국의 기업인 구인회. (~1969년)
- 1908년 - 미국의 제36대 대통령 린든 B. 존슨. (~1973년)
- 1913년 - 대한민국의 연극배우 겸 영화배우 노재신. (~2003년)
- 1916년 - 튀르키예의 고고학자, 펜싱 선수 할레트 참벨. (~2014년)
- 1918년 - 대한민국의 독립운동가 장준하. (~1975년)
- 1928년 - 일본의 화학자 시모무라 오사무. (~2018년)
- 1930년 - 대한민국의 영화배우 도금봉. (~2009년)
- 1932년 - 대한민국의 세무 출신 정치가 나오연.
- 1942년 - 대한민국의 성우 안종국. (~2024년)
- 1951년 - 대한민국의 정치인 김문수.
- 1952년 - 미국의 배우 겸 희극인 폴 루번스. (~2023년)
- 1955년 - 네덜란드의 재즈 가수 로라 피지.
- 1956년 - 대한민국의 언론인 안광한.
- 1957년 - 일본의 사진기자 나가이 겐지. (~2007년)
- 1958년
  - 대한민국의 배우 강남길.
  - 대한민국의 정치인 이종갑.
  - 미국의 정치인 캐시 호컬.
- 1961년 - 미국의 패션 디자이너, 영화감독 톰 포드.
- 1965년
  - 오스트레일리아의 전 축구 선수, 축구 감독 안지 포스테코글루.
  - 미국의 영화 감독, 영화 각본가, 영화 제작자 린 셸턴. (~2020년)
- 1966년
  - 콜롬비아의 전 축구 선수, 현 축구 코치 레네 이기타.
  - 대한민국의 배우 전수경.
- 1967년 - 러시아의 전 축구 선수, 현 축구 감독 이고리 도브로볼스키.
- 1970년 - 대한민국의 성우 정우석.
- 1971년 - 대한민국의 농구 선수, 지도자 문경은.
- 1972년 - 대한민국의 전 야구 선수, 현 야쿠 코치 조경환.
- 1973년
  - 독일의 전 축구 선수 디트마어 하만.
  - 우즈베키스탄의 권투 선수 카림 툴라가노프.
- 1974년
  - 대한민국의 희극인 강성범.
  - 캐나다의 프로레슬링 선수 조니 더바인.
- 1976년 - 일본의 축구 선수 도미나가 히데아키.
- 1977년
  - 이탈리아의 사격 선수 마시모 파브리치.
  - 포르투갈의 축구 선수 데쿠.
- 1979년 - 미국의 배우 에런 폴.
- 1980년 - 대한민국의 희극인 최은희.
- 1981년
  - 대한민국의 전 래퍼 겸 인터넷 방송인 김한상.
  - 미국의 레슬링 선수 클러리사 천.
  - 브라질의 축구 선수 마스웨우.
- 1982년
  - 스웨덴의 천체물리학자 카린 외베리.
  - 미국의 농구 선수 안드레 에밋. (~2019년)
  - 대한민국의 가수 지혜.
  - 대한민국의 배우 장희정.
- 1983년 - 타이완의 영화배우 천보린.
- 1984년
  - 가나의 축구 선수 설리 문타리.
  - 대한민국의 희극인 양귀비.
- 1985년
  - 대한민국의 배우 김영성.
  - 대한민국의 배우, 가수 이충주.
  - 대한민국의 기업인 김동원.
- 1986년
  - 대한민국의 가수 김필.
  - 오스트리아의 정치인 제바스티안 쿠르츠.
  - 미국의 가수 마리오.
- 1987년 - 대한민국의 배우 천민희.
- 1988년 - 대한민국의 아프리카TV 박현서.
- 1989년 - 대한민국의 야구 선수 최재훈.
- 1990년
  - 미국의 육상 선수 토리 보이. (~2023년)
  - 대한민국의 축구 선수 이창용.
  - 대한민국의 배우 이청미.
- 1991년 - 대한민국의 가수 이성열 (인피니트)
- 1992년
  - 독일의 가수 킴 페트라스.
  - 일본의 가수 마츠무라 사유리.
  - 일본의 가수 고리키 아야메.
  - 스웨덴의 육상 선수 다니엘 스톨.
- 1994년 - 대한민국의 성우 가빈.
- 1996년 - 대한민국의 가수 아형.
- 1997년
  - 브라질의 축구 선수 루카스 파케타.
  - 대한민국의 방송인 서예진.
- 1998년 - 대한민국의 가수 미래.
- 1999년 - 대한민국의 가수 이소현.
- 2001년
  - 대한민국의 배우 박주원.
  - 독일의 농구 선수 프란츠 바그너.
- 2003년 - 대한민국의 야구 선수 김주완.
- 2007년 - 미국의 배우 아리아나 그린블랫.

### 미상
- 대한민국의 가수 마하.

## 사망
- 1394년 - 제98대 일본의 천황 조케이 천황. (1343년~)
- 1527년 - 르네상스 시대 프랑스의 작곡가 조스캥 데프레. (1440년~)
- 1627년 - 조선의 문신 한준겸.
- 1958년 - 미국의 물리학자 어니스트 로런스. (1901년~)
- 1975년 - 에티오피아의 마지막 황제 하일레 셀라시에. (1892년~)
- 2002년 - 대한민국의 희극인, 정치가 이주일. (1940년~)
- 2006년 - 에콰도르의 슈퍼센티네리언 마리아 카포비야. (1889년~)
- 2007년 - 홍콩의 영화배우 성규안. (1955년~)
- 2010년 - 대한민국의 소설가, 번역가 이윤기. (1947년~)
- 2016년
  - 대한민국의 배우,희극인 구봉서. (1926년~)
  - 대한민국의 시인 정완영. (1919년~)
  - 대한민국 전 포항시장 정장식. (1950년~)
- 2019년 - 감비아의 정치인 다우다 자와라. (1924년~)
- 2020년
  - 대한민국의 바둑 기사 장두진. (1953년~)
  - 대한민국의 가수 겸 뮤지컬 배우 차중광. (1945년~)
- 2021년
  - 대한민국의 스포츠인 김주훈. (1943년~)
  - 일본의 라쿠고카 산유테 다카스케. (1966년~)
  - 미국의 생화학자 에드먼드 헨리 피셔. (1920년~)
- 2024년
  - 독일의 슈퍼센티네리언 샤를로테 크레치만. (1909년~)
  - 일본의 탁구 선수 야마이즈미 카즈코. (1935년~)

## 기념일
- 독립기념일: 몰도바
- 린든 B. 존슨의 날: 미국 텍사스주

## 같이 보기
- 전날: 8월 26일 다음날: 8월 28일 - 전달: 7월 27일 다음달: 9월 27일
- 음력: 8월 27일
- 모두 보기